# Enzkofen (Plattling)
Enzkofen ist ein amtlich benannter Gemeindeteil der Stadt Plattling und ein Dorf im niederbayerischen Landkreis Deggendorf.

## Geschichte
Das Dorf war bis 1963 ein Ortsteil der Gemeinde Pankofen. Bei der Volkszählung von 1961 lebten 509 Einwohner im Dorf, 1970 waren es 807 Einwohner und im Jahr 1987 waren es bereits 1017 Personen. 